# Jevrobačennja 2012
La settima edizione di Jevrobačennja (in ucraino Євробачення?, "Eurovisione") è stata organizzata dall'emittente radiotelevisiva ucraina Nacional'na Teleradiokompanija Ukraïny (NTU) per selezionare il rappresentante nazionale all'Eurovision Song Contest 2012 a Baku.
La vincitrice è stata Gaitana con Be My Guest.

## Organizzazione
L'emittente ucraina Nacional'na Teleradiokompanija Ukraïny (NTU) ha confermato la partecipazione dell'Ucraina all'Eurovision Song Contest 2012 il 23 agosto 2011, annunciando l'organizzazione della settima edizione di Jevrobačennja per la scelta del rappresentante nazionale. Il 25 novembre 2011 l'emittente ha dato la possibilità agli aspiranti partecipanti di inviare i propri brani entro il 25 gennaio 2012.
Per la prima volta, due brani della competizione sono stati selezionati attraverso due wildcard: la prima è stata assegnata al vincitore del programma televisivo Show #1 del canale ucraino Inter, mentre la seconda è stata assegnata al vincitore di una pre-selezione online organizzata sul sito ufficiale dell'emittente.
I risultati sono stati decretati da un mix di voto della giuria e televoto. Se si riscontra un pareggio tra due o più brani con lo stesso punteggio, si predilige quella che ha ottenuto più punti con il voto della giuria.

### Giuria
La giuria è stata composta da:
- Jehor Benkendorf, presidente di NTU;
- Valid Arfuš, produttore televisivo;
- Jurij Rybčyns'kyj, poeta;
- Semen Horov, direttore musicale e compositore;
- Marija Manjuk, agente discografico;
- Rudolf Kirnos, produttore televisivo;
- Olena Mozhova, produttrice musicale.

## Partecipanti
Le audizioni si sono tenute il 25 gennaio 2012 presso gli studi televisivi di NTU di Kiev, dove una giuria composta da quattro membri, ha selezionato i primi 20 finalisti per la selezione televisiva tra le 54 proposte ricevute.
Il 10 novembre 2011 il gruppo musicale Nereal'ni ha ricevuto il diritto di prendere parte alla selezione in qualità di vincitori del programma televisivo Show #1, andato in onda sul canale ucraino Inter.
Il 16 febbraio 2012 Matias ha annunciato il suo ritiro dalla competizione a causa di un conflitto di interessi tra l'artista e Vlad Bahins'kyj, uno dei giurati presente alle audizioni.
| Artista                         | Brano                   | Lingua   | Compositori                                           |
| ------------------------------- | ----------------------- | -------- | ----------------------------------------------------- |
| 3Orange                         | New Day                 | Inglese  | Julija Voljum, Jevhen Suchoj                          |
| Andrij Bohomolec'               | Are You Waiting for Me  | Inglese  | Andrij Bohomolec'                                     |
| Eduard Romanjuta                | I'll Never Let Go       | Inglese  | Emanuel Olsson, Christian Leuzzi, Christina Christian |
| Gaitana                         | Be My Guest             | Inglese  | Gaitana, Kiwi Project                                 |
| Ihor Tatarenko                  | You're My Life          | Inglese  | Andrij Tymoščyk, Ray Horton                           |
| Lehkyj Flirt                    | MegaMix                 | Inglese  | Oleksandr Komov                                       |
| Maks Bars'kych                  | Dance                   | Inglese  | Maks Bars'kych                                        |
| Marietta                        | Rainbow                 | Inglese  | Dmytro Sidorov, Natali Dali                           |
| Marta                           | My Heart Is Sorrowing   | Inglese  | Julija Barabaš, Ruslan Kvinta                         |
| Maša Šazorova & Tychon Levčenko | I Close to You          | Inglese  | Maša Šazorova, Tychon Levčenko                        |
| Matias                          | I Will Fight to the End | Inglese  | Mychajlo Nekrasov                                     |
| Mychajlo Hryckan                | Ja tak iskal tebja      | Russo    | Mychajlo Hryckan, Volodymyr Budejčuk                  |
| Nereal'ni                       | Just a Dream            | Inglese  | Miguel Šesteprov                                      |
| Oksana Nesterenko               | Mondo blu               | Italiano | Ralph Siegel, Mauro Balestri                          |
| Olena Vološyna                  | Let It Out              | Inglese  | Olena Vološyna                                        |
| Olga Šanis                      | Dream                   | Inglese  | Nikolai Šandrikov, Ira Kononova                       |
| Ol'ha Poljakova                 | Lepestoc                | Russo    | V. Tkoč                                               |
| Rapira                          | Get Over                | Inglese  | A. Mašenko                                            |
| Renata                          | Love in Sunlight Rays   | Inglese  | Olena Kučer, Vadym Lysycja, Daria Partas              |
| Uljana Pudakova                 | Ty ne odyn              | Ucraino  | Nikita Averkiev                                       |
| Vasil' Bondarčuk                | I Don't Know Why        | Inglese  | Santa Dīmopoulos, Andrij Tymoščyk                     |
| Vitalij Halaj                   | I Want to Love          | Inglese  | Vitalij Halaj, V. Fokina                              |

### Pre-selezione online
Tra il 13 e 14 febbraio 2012 quattro proposte scartate dalle audizioni sono state selezionate dall'emittente, da far partecipare ad una votazione online per la scelta di un ulteriore finalista. Maks Bars'kych con Dance è stato annunciato come vincitore del voto online e, di conseguenza, 22º finalista dello Jevrobačennja.
| Artista          | Brano           | Lingua  | Voti  | Posizione |
| ---------------- | --------------- | ------- | ----- | --------- |
| Maks Bars'kych   | Dance           | Inglese | 1 056 | 1         |
| Lena Štefan      | Ljubov' i obman | Russo   | 857   | 2         |
| Jehen Vynohradov | Truth           | Inglese | –     | 3         |
| La Festa         | City Jungle     | Inglese | –     | 4         |

## Finale
La finale si è tenuta il 18 febbraio 2012 presso i NTU Studio di Kiev ed è stata trasmessa su Peršyj Nacional'ni. Durante la serata si sono esibiti come ospiti Al'oša, rappresentante del paese all'Eurovision Song Contest 2010, Anggun ed i Sinplus, rispettivamente i rappresentanti della Francia e della Svizzera all'Eurovision Song Contest 2012, Zlata Ohnjevič e Matias, quest'ultimo con il medesimo brano con cui avrebbe dovuto prendere parte alla selezione nazionale.
A vincere il voto della giuria e il televoto sono stati rispettivamente Gaitana e Renata; tuttavia, gli scarsi risultati nel voto della giuria di quest'ultima hanno fatto sì che Gaitana vincesse una volta sommati i punti.
| #  | Artista                         | Titolo                 | Punteggio | Punteggio | Punteggio | Punteggio | Punteggio | Posizione |
| #  | Artista                         | Titolo                 | Giuria    | Giuria    | Televoto  | Televoto  | Totale    | Posizione |
| -- | ------------------------------- | ---------------------- | --------- | --------- | --------- | --------- | --------- | --------- |
| 1  | Olga Šanis                      | Dream                  | 37        | 10        | 136       | 6         | 16        | 17        |
| 2  | Vitalij Halaj                   | I Want to Love         | 28        | 3         | 77        | 4         | 7         | 20        |
| 3  | Maks Bars'kych                  | Dance                  | 47        | 20        | 996       | 18        | 38        | 2         |
| 4  | Ol'ha Poljakova                 | Lepestoc               | 42        | 15        | 215       | 8         | 23        | 8         |
| 5  | Eduard Romanjuta                | I'll Never Let Go      | 36        | 9         | 2749      | 19        | 28        | 5         |
| 6  | Lehkyj Flirt                    | MegaMix                | 29        | 4         | 62        | 1         | 5         | 21        |
| 7  | Ihor Tatarenko                  | You're My Life         | 35        | 8         | 337       | 14        | 22        | 10        |
| 8  | Mychajlo Hryckan                | Ja tak iskal tebja     | 22        | 1         | 493       | 16        | 17        | 16        |
| 9  | Maša Šazorova & Tychon Levčenko | I Close to You         | 43        | 16        | 271       | 11        | 27        | 6         |
| 10 | Marta                           | My Heart Is Sorrowing  | 34        | 7         | 278       | 12        | 19        | 13        |
| 11 | Gaitana                         | Be My Guest            | 70        | 21        | 3539      | 20        | 41        | 1         |
| 12 | Oksana Nesterenko               | Mondo blu              | 45        | 18        | 848       | 17        | 35        | 3         |
| 13 | Rapira                          | Get Over               | 27        | 2         | 266       | 10        | 12        | 19        |
| 14 | Andrij Bohomolec'               | Are You Waiting for Me | 44        | 17        | 71        | 2         | 19        | 11        |
| 15 | Vasil' Bondarčuk                | I Don't Know Why       | 40        | 13        | 112       | 5         | 18        | 14        |
| 16 | Renata                          | Love in Sunlight Rays  | 33        | 6         | 5114      | 21        | 27        | 7         |
| 17 | 3Orange                         | New Day                | 33        | 5         | 308       | 13        | 18        | 15        |
| 18 | Nereal'ni                       | Just a Dream           | 46        | 19        | 491       | 15        | 34        | 4         |
| 19 | Uljana Pudakova                 | Ty ne odyn             | 41        | 14        | 235       | 9         | 23        | 9         |
| 20 | Marietta                        | Rainbow                | 39        | 12        | 155       | 7         | 19        | 12        |
| 21 | Olena Vološyna                  | Let It Out             | 38        | 11        | 72        | 3         | 14        | 18        |